# Boris Dvornik

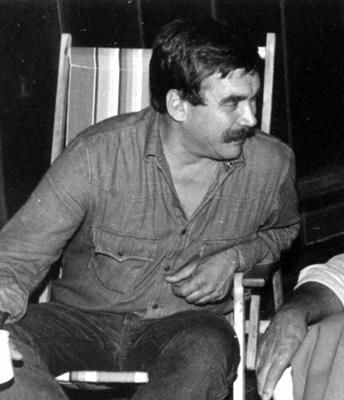
Boris Dvornik

Boris Dvornik (* 16. April 1939 in Split; † 24. März 2008 ebenda) war ein kroatischer Schauspieler.

## Biografie
Dvornik wurde in Split in der Familie eines Zimmermanns geboren und entdeckte schon früh sein schauspielerisches Talent, als er in Kinderstücken auftrat. Nach seiner Ausbildung zum Elektriker begann er eine hauptberufliche Schauspielkarriere zu verfolgen. Er studierte an der Nationalen Schauspielschule in Novi Sad und schrieb sich später an der Akademie für Schauspielkunst der Universität Zagreb ein.
Als Studienanfänger wurde er für die Hauptrolle des Holocaust-Dramas The Ninth Circle aus dem Jahr 1960 besetzt und trat in Martin in den Wolken auf. Damit etablierte sich Dvornik als großer Star des ehemaligen jugoslawischen Kinos, vergleichbar mit Ljubiša Samardžić, Milena Dravić und Bata Živojinović; mit letzterem schloss er später eine enge Freundschaft.
Den Höhepunkt von Dvorniks Popularität erreichte er in den 1970er Jahren mit der Rolle des Roko Prč in der Kultserie Naše malo misto. Nachdem Dvornik in den 1980er Jahren als einer der renommiertesten und produktivsten Schauspieler des ehemaligen Jugoslawien gefeiert wurde, arbeitete er hauptsächlich mit dem Kroatischen Nationaltheater in seiner Heimatstadt Split zusammen.
Im Laufe der Jahre entwickelte Dvornik eine enge Freundschaft mit Antun Vrdoljak. Er überredete ihn, sich in der Politik zu engagieren, und bei der Parlamentswahl 1992 wurde Dvornik als Kandidat der Kroatischen Demokratischen Union im Wahlkreis Split gewählt. Bald merkte er, dass er keinen Sinn für Politik hatte, und legte einen Monat später sein Amt nieder. In den letzten Jahren wurde seine Karriere durch die Folgen eines Schlaganfalls und Alkoholmissbrauchs beeinträchtigt, die sich in einer Reihe von Vorfällen äußerten, von denen der berüchtigtste der Angriff auf einen Wahlbeobachter während der Präsidentschaftswahl 2005 war.
Dvornik hatte mit seiner Frau Diana Tomić, die er 1962 heiratete, zwei Söhne, Dean und Dino. Ihr jüngerer Sohn Dino starb fünfeinhalb Monate nach Boris.
Boris Dvornik erlitt einen Schlaganfall und starb am 24. März 2008 in Split. Er war 68 Jahre alt. Drei Tage später wurde er auf dem Lovrinac-Friedhof in seiner Heimatstadt beigesetzt.

## Filmografie
- 1960: Der neunte Kreis (Deveti krug)
- Martin in den Wolken (1961)
- Medaljon sa tri srca (1962)
- Was bedeutet das? (1962)
- Sjenka-Sklave (1962)
- Prekobrojna (1962)
- Doppelkreis (1963)
- Radopolje (1963)
- Von Angesicht zu Angesicht (1963)
- Zemljaci (1963)
- Lito vilovito (1964)
- Unter Geiern (1964)
- Svanuce (1964)
- Der Mensch ist kein Vogel (1965)
- Čovik od svita (1965)
- Konjuh planinom (1966)
- 1966: Winnetou und sein Freund Old Firehand
- Kaja, du bist da!
- Wenn du die Glocken hörst (1969)
- Die Brücke (1969)
- Događaj (1969)
- Schlacht an der Neretva (1969)
- Ljubav i poneka psovka (1969)
- Bablje ljeto (1970)
- Život je masovna pojava (1970)
- 1970: Pero und seine Kameraden (Družba Pere Kvržice)
- Die Kiefer im Berg (1971)
- Opklada (1971)
- Lov na jelene (1972)
- Spuren eines schwarzhaarigen Mädchens (1972)
- Von der Liebe leben (1973)
- 1973: Die fünfte Offensive – Kesselschlacht an der Sutjeska (Sutjeska)
- Derviš i smrt (1974)
- Crveni udar (1974)
- Hitler iz našeg sokaka
- Hajdučka vremena (1977)
- 1977: Himmelssegler (Letači velikog neba)
- Besetzung in 26 Bildern (1978)
- Povratak (1979)
- Vreme, vodi (1980)
- Cyclops (1982)
- Servantes iz Malog Mista (1982)
- Moj tata na određeno vreme (1982)
- 1983: Kopf oder Zahl (Pismo – Glava)
- Das Geheimnis eines alten Dachbodens (1984)
- Horvatov izbor (1985)
- Od petka do petka (1985)
- Marjuča oder Tod (Marjuča ili smrt) (1987)
- Tempi di guerra (1987)
- Tesna koža 2 (1987)
- Špijun na štiklama (1988)
- Karneval, anđeo i prah (1990)(Segment „Karneval“)
- Tajna starog mlina (1991)
- Nausikaya (1995)
- Transatlantisch (1998)
- Kanjon opasnih igara (1998)
- Der letzte Wille (2001)
- Der Doktor des Wahnsinns (2003)
- Lange dunkle Nacht (2004)